# Parikino
Parikino est une localité située dans l’île du Nord de la Nouvelle-Zélande.

## Situation
Parikino est un village situé à 24 km au nord de la ville de Wanganui.
Le site original du pā se trouvait de l’autre côté du fleuve Whanganui.

## Histoire
Parikino était à l’origine un village fortifié, établi en 1845 pour se prémunir contre un éventuel raid d'un groupe de guerre (en) des Ngāti Tūwharetoa (en).
La population d’environ 200 personnes se déplaça progressivement vers des terres agricoles non fortifiées, de l'autre côté du fleuve.

## Installations
Parikino est le site de l’hapu des Ngāti Hinearo (en) et des Ngāti Tuera (en) de l’iwi de Te Āti Haunui-a-Pāpārangi (en) .
Le wharenui des Ngāti Hinearo est appelé Te Aroha, et celui des Ngāti est Wharewhiti.
La maison commune de Maranganui Tuarua, est à trois kilomètres au sud du village de Parikino à Pungarehu. Elle fut construite pour Ngāti Tuera par le sculpteur Hōri Pukehika.

## Évènements
Le Parikino Sports Day, qui consiste essentiellement en compétitions équestres et en activités familiales, se déroule chaque année depuis 1928.
Les travaux agricoles sont traditionnellement suspendus pour cette journée .

## Résidents notables
Ans Westra (en), l'une des plus grandes photographes contemporaines de Nouvelle-Zélande, a pris en 1963 une série de photographies en noir et blanc d’enfants et d’enseignants de l’école maorie de Parikino.